# 欽科 (加利福尼亞州)
欽科（英語：Cinco）是位於美國加利福尼亞州克恩縣的一個非建制地區。該地的面積和人口皆未知。

## 地理
欽科的座標為35°15′48″N 118°02′10″W / 35.26333°N 118.03611°W，而該地的平均海拔高度為655米（即2149英尺）。